# Зайцев, Сергей Фёдорович (хоккеист)
Сергей Фёдорович Зайцев (род. 7 октября 1963, Москва) — советский и российский хоккеист, нападающий. Мастер спорта СССР.

## Биография
Воспитанник хоккейной школы ЦСКА, СДЮШОР «Спартак» Москва (1980). В сезоне 1982/83 дебютировал в составе «Крыльев Советов» в чемпионате СССР. Перед сезоном 1985/86 перешёл в команду первой лиги «Торпедо» Ярославль, с которой в следующем сезоне, победив в Западной зоне и переходном турнире, вышел в высшую лигу. В конце сезона 1989/90 вернулся в «Крылья Советов». Участник гостевой серии против клубов НХЛ на рубеже 1989—1990 годов — 5 матчей, 5 (2+3) очков и матча против «Миннесоты Норт Старз» (3:2), прошедшего 15 сентября 1990. Сезон 1991/92 отыграл за швейцарский «Янг Спринтерс» Невшатель. Проведя сезон в «Крыльях Советов», два сезона отыграл во второй немецкой Бундеслиге в составе «Эссен-Вест» и «Нойвида». Выступал за «Торпедо» Ярославль (1995/96), СКА СПб (1996/97), «Мечел» Челябинск (1997/98) и шведский «Оскарсхамн» (1997/98).
Бронзовый призёр чемпионата СССР (1989) и МХЛ (1993).